# Хилвуд
Хилвуд, още Холвудий или Хилвудий (6 век) – славянски вожд.
През 531 г. Хилвуд е назначен от император Юстиниан I за стратег на Тракия с цел да спре славянските набези на юг от Дунав. За три години той не само се справя с тях, но и сам ги атакува северно от Дунав. През 534 г. е убит от съплеменниците си.
.